# Mathilda Langlet
Clara Mathilda Ulrika Clementine Langlet (uttalas [langlé]), född Söderén 8 november 1832 i Dalarö socken, död 7 augusti 1904 på Spetebyhall i Södermanland, var en svensk författare och översättare.

## Biografi
Langlet var prästdotter och utgav 1863–1864 tidskriften Året om, läsning i den husliga kretsen och 1871 den lyriska samlingen Blad och blommor. Hon skrev en mängd sagor för barn, redigerade Husmodern i staden och på landet (1884; andra upplagan 1892) samt utgav flera varmhjärtade arbeten rörande uppfostran och andra allmänna frågor. Hon skrev dikter som publicerades i Svenska Familj-Journalen och översatte ett stort antal böcker från tyska, engelska, danska, norska och nederländska.
Hon gifte sig 1864 med Emil Langlet och de fick barnen Filip, Abraham, Alexander och Valdemar Langlet.